# Foulatari
Foulatari o Foulatéri es una comuna rural del departamento de Maine-soroa de la región de Diffa, en Níger. En diciembre de 2012 presentaba una población censada de 30 953 habitantes, de los cuales 15 709 eran hombres y 15 244 eran mujeres.
La comuna está habitada principalmente por fulanis seminómadas. Su economía es agropastoral, predominando el pastoreo en el norte y la agricultura de secano en el sur.
Se encuentra situada al sureste del país, unos 30 km al norte de la capital departamental Maïné-Soroa y unos 70 km al noroeste de la capital regional Diffa.